# Американський дивізіон НХЛ
Американський дивізіон Національної хокейної ліги було створено у 1926 році після розширення ліги. Він проіснував 12 сезонів до 1936 року, коли лігу було реорганізовано.

## Зміни структури дивізіону

### 1926–1930
- Бостон Брюїнс
- Чикаго Блек-Гокс
- Детройт Кугарс
- Нью-Йорк Рейнджерс
- Піттсбург Пайратс

#### Зміни з сезону 1925–1926
- НХЛ розбито на два дивізіони: Американський і Канадський.
- Чикаго Блек-Гокс (раніше Портленд Розебадс) та Детройт Кугарс (раніше Вікторія Кугарс) прийшли з Західної хокейної ліги
- Нью-Йорк Рейнджерс включено в результаті розширення

### 1931–1932
- Бостон Брюїнс
- Чикаго Блек-Гокс
- Детройт Фелконс
- Нью-Йорк Рейнджерс
- Філадельфія Квакерс

#### Зміни з сезону 1930–1931
- Детройт змінив назву з Кугарс на Фелконс
- Піттсбург Пайратс переїхали до Філадельфії, Пенсільванія і стали Філадельфія Квакерс

### 1932–1933
- Бостон Брюїнс
- Чикаго Блек-Гокс
- Детройт Фелконс
- Нью-Йорк Рейнджерс

#### Зміни з сезону 1931–1932
- Філадельфія Квакерс припинила своє існування через фінансові поблеми

### 1933–1938
- Бостон Брюїнс
- Чикаго Блек-Гокс
- Детройт Ред-Вінгс
- Нью-Йорк Рейнджерс

#### Зміни з сезону 1932–1933
- Детройт змінив назву з Фелконс на Ред-Вінгс

### Після сезону 1937–1938
Ліга скоротилася до однієї таблиці, повернувшись до формату перед сезоном 1926—1927.

## Переможці дивізіону
- 1927 — Нью-Йорк Рейнджерс
- 1928 — Бостон Брюїнс
- 1929 — Бостон Брюїнс
- 1930 — Бостон Брюїнс
- 1931 — Бостон Брюїнс
- 1932 — Нью-Йорк Рейнджерс
- 1933 — Бостон Брюїнс
- 1934 — Детройт Ред-Вінгс
- 1935 — Бостон Брюїнс
- 1936 — Детройт Ред-Вінгс
- 1937 — Детройт Ред-Вінгс
- 1938 — Бостон Брюїнс

## Переможці Кубку Стенлі
- 1928 — Нью-Йорк Рейнджерс
- 1929 — Бостон Брюїнс
- 1933 — Нью-Йорк Рейнджерс
- 1934 — Чикаго Блек-Гокс
- 1936 — Детройт Ред-Вінгс
- 1937 — Детройт Ред-Вінгс
- 1938 — Чикаго Блек-Гокс